# Xihe (esogeologia)
Xihe è un centro eruttivo presente sulla superficie di Io.
Il centro eruttivo è dedicato a Xihe, dea madre del Sole nella mitologia cinese. Inizialmente era stato denominato Shen Yi in quanto dedicato all'omonimo arciere divino, ma l'attribuzione non era stata poi ritenuta in linea con il tema definito per la denominazione di questi oggetti.